# Festival international du film documentaire d'Amsterdam
L'International Documentary Filmfestival Amsterdam (IDFA, en français : « Festival international du film documentaire d'Amsterdam ») est le plus grand festival mondial du film documentaire. Il est créé en 1988 et se tient depuis lors à la Leidseplein au centre d'Amsterdam.
Le but de l'IDFA est de promouvoir la création de documentaires et de les présenter au plus large public possible. Il commença de manière modeste puis grandit présentant maintenant plus de 250 films, sur une période de onze jours à un public de plus de 125 000 personnes, son directeur est Ally Derks.

## Prix
Cinq prix sont remis par l'IDFA :
- Le Joris Ivens Award remis au meilleur documentaire de plus de 60 minutes, de 12 500 €.
- Le Silver wolf remis au meilleur documentaire de moins de 60 minutes, de 10 000 €.
- Le First appearance pour le meilleur premier long métrage, de 5 000 €.
- L'Audience Award prix du public de 4 500 €.
- L'Amnesty Award pour les films relatifs aux droits de l'homme, de 5 000 €.

### Prix IDFA du meilleur long-métrage documentaire (anciennement prix Joris Ivens)
| Année | Titre                                                | Réalisateur                                            | Nationalité du réalisateur (au moment de la sortie du film) |
| ----- | ---------------------------------------------------- | ------------------------------------------------------ | ----------------------------------------------------------- |
| 1988  | Birthplace Unknown (en)                              | Karin Junger                                           | Pays-Bas                                                    |
| 1988  | Ksjsiner                                             | Ruben Gevorksjanz                                      | Union soviétique                                            |
| 1989  | Šķērsiela                                            | Ivars Seleckis                                         | Union soviétique                                            |
| 1990  | Christo in Paris                                     | Deborah Dickson, Susan Frömke, Albert et David Maysles | États-Unis                                                  |
| 1991  | Dreams and Silence                                   | Omar Al-Quattan                                        | Belgique                                                    |
| 1992  | La memoria del agua (es)                             | Hector Faver                                           | Espagne                                                     |
| 1993  | Belovy                                               | Victor Kossakovski                                     | Russie                                                      |
| 1994  | Solo, de wet van de Favela                           | Jos de Putter                                          | Pays-Bas                                                    |
| 1995  | Délits flagrants                                     | Raymond Depardon                                       | France                                                      |
| 1996  | Atman (en)                                           | Pirjo Honkasalo                                        | Finlande / Allemagne                                        |
| 1997  | Auf der Kippe                                        | Andrei Schwartz                                        | Allemagne                                                   |
| 1998  | Fotoamator (en)                                      | Dariusz Jabłoński                                      | Pologne                                                     |
| 1999  | André Hazes - Zij gelooft in mij                     | John Appel                                             | Pays-Bas                                                    |
| 2000  | De zee die denkt (nl) (The Sea That Thinks)          | Gert de Graaff                                         | Pays-Bas                                                    |
| 2001  | Family                                               | Phie Ambo et Sami Saif                                 | Danemark                                                    |
| 2002  | Stevie (en)                                          | Steve James                                            | États-Unis                                                  |
| 2003  | Checkpoint (en)                                      | Yoav Shamir                                            | Israël                                                      |
| 2004  | Stand van de maan (nl)                               | Leonard Retel Helmrich                                 | Pays-Bas                                                    |
| 2005  | My Grandmother's House                               | Adán Aliaga                                            | Espagne                                                     |
| 2006  | The Monastery: Mr. Vig and the Nun (en)              | Pernille Rose Grønkjær                                 | Danemark                                                    |
| 2007  | Stranded                                             | Gonzalo Arijón                                         | France                                                      |
| 2008  | Burma VJ: Reporting from a Closed Country            | Anders Østergaard                                      | Danemark                                                    |
| 2009  | Last Train Home (en)                                 | Lixin Fan                                              | Canada                                                      |
| 2010  | Stand van de Sterren (nl) (Position Among the Stars) | Leonard Retel Helmrich                                 | Pays-Bas                                                    |
| 2011  | Planet of Snail                                      | Seung-jun Yi                                           | Corée du Sud                                                |
| 2012  | First Cousin Once Removed                            | Alan Berliner                                          | États-Unis                                                  |
| 2013  | Song from the Forest (en)                            | Michael Obert                                          | Allemagne                                                   |
| 2014  | Of Men and War                                       | Laurent Bécue-Renard                                   | France / Suisse                                             |
| 2015  | Don Juan                                             | Jerzy Sladkowski                                       | Suède / Finlande                                            |
| 2016  | Nowhere to Hide                                      | Zaradasht Ahmed                                        | Norvège / Suède                                             |
| 2017  | The Other Side of Everything                         | Mila Turajlić                                          | Serbie                                                      |

### VPRO IDFA Prix du public
| Année | Titre                           | Réalisateur                            | Nationalité du réalisateur (au moment de la sortie du film) |
| ----- | ------------------------------- | -------------------------------------- | ----------------------------------------------------------- |
| 1988  | The Last Judgement              | Hercs Franks                           | Union soviétique                                            |
| 1989  | Skierskala                      | Ivars Seleckis                         | Union soviétique                                            |
| 1990  | In Memory of the Day Passed By  | Šarūnas Bartas                         | Lituanie                                                    |
| 1991  | Djembéfola                      | Laurent Chevallier                     | France                                                      |
| 1992  | Black Harvest                   | Robin Anderson et Bob Connolly         | Australie                                                   |
| 1993  | Belovy                          | V. Kossakovsky                         | Russie                                                      |
| 1994  | Choice and Destiny              | Tsipi Reibenbach                       | Israël                                                      |
| 1995  | Anne Frank Remembered           | Jon Blair                              | Royaume-Uni                                                 |
| 1996  | Blue Eyed                       | B. Verhaag                             | Allemagne                                                   |
| 1997  | Vision Man                      | W. Long                                | Suède                                                       |
| 1998  | Twee Vaders                     | Ko van Reenen                          | Pays-Bas                                                    |
| 1999  | Crazy                           | Heddy Honigmann                        | Pays-Bas                                                    |
| 2000  | Desi                            | Maria Ramos                            | Pays-Bas                                                    |
| 2001  | Offspring, B                    | B. Stevens                             | Canada                                                      |
| 2002  | Bowling for Columbine           | Michael Moore                          | États-Unis                                                  |
| 2003  | My Flesh and Blood              | Jonathan Karsh                         | États-Unis                                                  |
| 2004  | The Yes Men                     | Dan Ollman, Sarah Price et Chris Smith | États-Unis                                                  |
| 2005  | Sisters in Law                  | Kim Longinotto et Florence Ayisi       | Royaume-Uni                                                 |
| 2006  | We Are Together / Thina simunye | Paul Taylor                            | Royaume-Uni                                                 |
| 2007  | To See If I'm Smiling           | Tamar Yarom                            | Israël                                                      |
| 2008  | RiP: A Remix Manifesto          | Brett Gaylor                           | Canada                                                      |
| 2009  | The Cove                        | Louie Psihoyos                         | États-Unis                                                  |

### Prix spécial du jury
| Année | Titre                                                                      | Réalisateur                       | Nationalité du réalisateur (au moment de la sortie du film) |
| ----- | -------------------------------------------------------------------------- | --------------------------------- | ----------------------------------------------------------- |
| 1988  | Hôtel Terminus: The Life and Times of Klaus Barbie                         | Marcel Ophüls                     | France / États-Unis                                         |
| 1988  | The Power of Solovki                                                       | Marina Goldovskaya (en)           | Union soviétique                                            |
| 1989  | Skierskala                                                                 | Ivars Seleckis                    | Union soviétique                                            |
| 1990  | The Collector                                                              | E. Strömdahl                      | Suède                                                       |
| 1991  | Djembéfola                                                                 | Laurent Chevallier                | France                                                      |
| 1992  | Black Harvest                                                              | Robin Anderson et Bob Connolly    | Australie                                                   |
| 1993  | Mit Verlust ist zu Rechnen                                                 | Ulrich Seidl                      | Autriche                                                    |
| 1994  | Choice and Destiny                                                         | Tsipi Reibenbach                  | Israël                                                      |
| 1995  | Picasso Would Have Made a Glorious Waiter                                  | Jonathan Schell                   | États-Unis                                                  |
| 1996  | The Typewriter, the Rifle and the Movie Camera                             | Adam Simon                        | Angleterre                                                  |
| 1997  | Little Dieter Needs to Fly (Petit Dieter doit voler)                       | Werner Herzog                     | Allemagne                                                   |
| 1998  | Pavel and Lyalya / A Jerusalem Romance                                     | Viktor Kossakovski                | Russie                                                      |
| 1999  | A Cry from the Grave                                                       | Leslie Woodhead                   | Angleterre                                                  |
| 2000  | Keep the River on Your Right: A Modern Cannibal Tale                       | Laurie Gwen et David Shapiro      | États-Unis                                                  |
| 2001  | Elsewhere                                                                  | Nikolaus Geyrhalter               | Autriche                                                    |
| 2002  | On Hitler's Highway                                                        | Lech Kowalski                     | France                                                      |
| 2003  | The Corporation                                                            | Mark Achbar                       | Canada                                                      |
| 2004  | Liberia: an Uncivil War                                                    | Jonathan Stack et James Brabazon  | États-Unis                                                  |
| 2005  | Our Daily Bread                                                            | Nikolaus Geyrhalter               | Autriche                                                    |
| 2006  | Tender’s Heat. Wild Wild beach                                             | Alexander Rastorguev              | Russie                                                      |
| 2007  | Hold Me Tight, Let Me Go                                                   | Kim Longinotto                    | Royaume-Uni                                                 |
| 2008  | Forgetting Dad                                                             | Rick Minnich et Matthew Sweetwood | Allemagne / États-Unis                                      |
| 2009  | The Most Dangerous Man in America: Daniel Ellsberg and the Pentagon Papers | Judith Ehrlich et Rick Goldsmith  | États-Unis                                                  |
| 2012  | Teached                                                                    | Kelly Amis                        | États-Unis                                                  |
| 2013  | A Letter to Nelson Mandela                                                 | Khalo Matabane                    | Afrique du Sud / Allemagne                                  |
| 2014  | Something Better to Come                                                   | Hanna Polak                       | Danemark / Pologne                                          |
| 2015  | Les Shérifs ukrainiens                                                     | Roman Bondarchouk (uk)            | Ukraine / Lettonie / Allemagne                              |
| 2016  | Still Tomorrow                                                             | Jian Fan                          | Chine                                                       |